# Разговор Эйроса и Хармионы
«Разговор Эйроса и Хармионы» (встречаются переводы «Разговор между Эйросом и Хармионой», «Разговор между Эйрос и Хармионой»; англ. The Conversation of Eiros and Charmion) — философский апокалиптический рассказ Эдгара Аллана По, опубликованный в журнале Burton's Gentleman's Magazine в 1839 году. Вместе с рассказами «Беседа Моноса и Уны» и «Могущество слов» составляет трилогию произведений По о философских диалогах духов, которые раньше были людьми, а после смерти обрели вечное существование в ином мире.

## Сюжет
Бесплотные существа, духи, которые после смерти встретились в ином мире и получили новые имена, обсуждают случившийся конец света. Эйрос, погибший во время апокалипсиса, объясняет его обстоятельства Хармионе, которая умерла десятью годами ранее. 
В Солнечной системе была обнаружена новая комета. Астрономы хорошо изучили эти небесные тела и верили в то, что из-за невысокой плотности они не способны причинить вред планете и, таким образом, никак не связаны с древними предсказаниями конца света. Вскоре астрономы подсчитали, что одна из таких комет приближается к Земле. Началось её детальное изучение, люди также проявили к ней живой интерес, начав обсуждать её природу.
Когда комета почти достигла поверхности Земли, люди начали испытывать оживление, которое сначала приписали облегчению от того, что комета не несёт гибели человечеству. Однако вскоре после этого люди почувствовали болевые ощущения, появилась сухость кожи, начался делирий. Стало ясно, что древнему предсказанию, в которое не верили астрономы, суждено было сбыться. Человечество погибло в огне, объявшем планету в результате удара ядра кометы о поверхность Земли. Произошёл взрыв чистого кислорода, который остался в атмосфере после того, как она под поражающим влиянием кометы полностью лишилась азота.

## Анализ

### Идея
«Разговор Эйроса и Хармионы» повествует о мире, погибшем от огня при столкновении с кометой. Перед всеобщей угрозой гибели учёные отложили бесконечные споры и заглянули в лицо Истине. С течением времени стало невозможно скрывать факт возможной опасности и успокаивать людей, заверяя, что им ничего не грозит. Эдгар По использует библейскую аллюзию — поклонение «мудрецов» истине отсылает нас к сцене поклонения волхвов. В этой скрытой аналогии можно увидеть утверждение: «Истина есть Бог». Учёные и философы, поклоняющиеся ложным кумирам, вольно или невольно обманывают людей, а обман (или самообман), опирающийся на идеи рационального разума, смертелен для человечества. В «Разговоре» поднимается проблема ответственности учёного и роли философа в жизни общества.
Литературовед Ю. В. Ковалёв относит рассказ к научной фантастике апокалипсического толка. Также он замечает: «Изображение „огненной катастрофы“  имеет не только научный интерес, но и философский смысл, хотя и не особенно очевидный». Действительно, описание физического и психического состояния людей накануне катастрофы составляет поверхностный слой повествования. Под ним скрывается глубинный смысл, который можно интерпретировать подобным образом: задача и цель учёного — служить Истине, а не стремиться к собственной выгоде; философия оптимизма близорука и вредна, так как основывается на не зависящих от опыта положениях и не желает считаться с объективной реальностью.

### Источники вдохновения и тематика

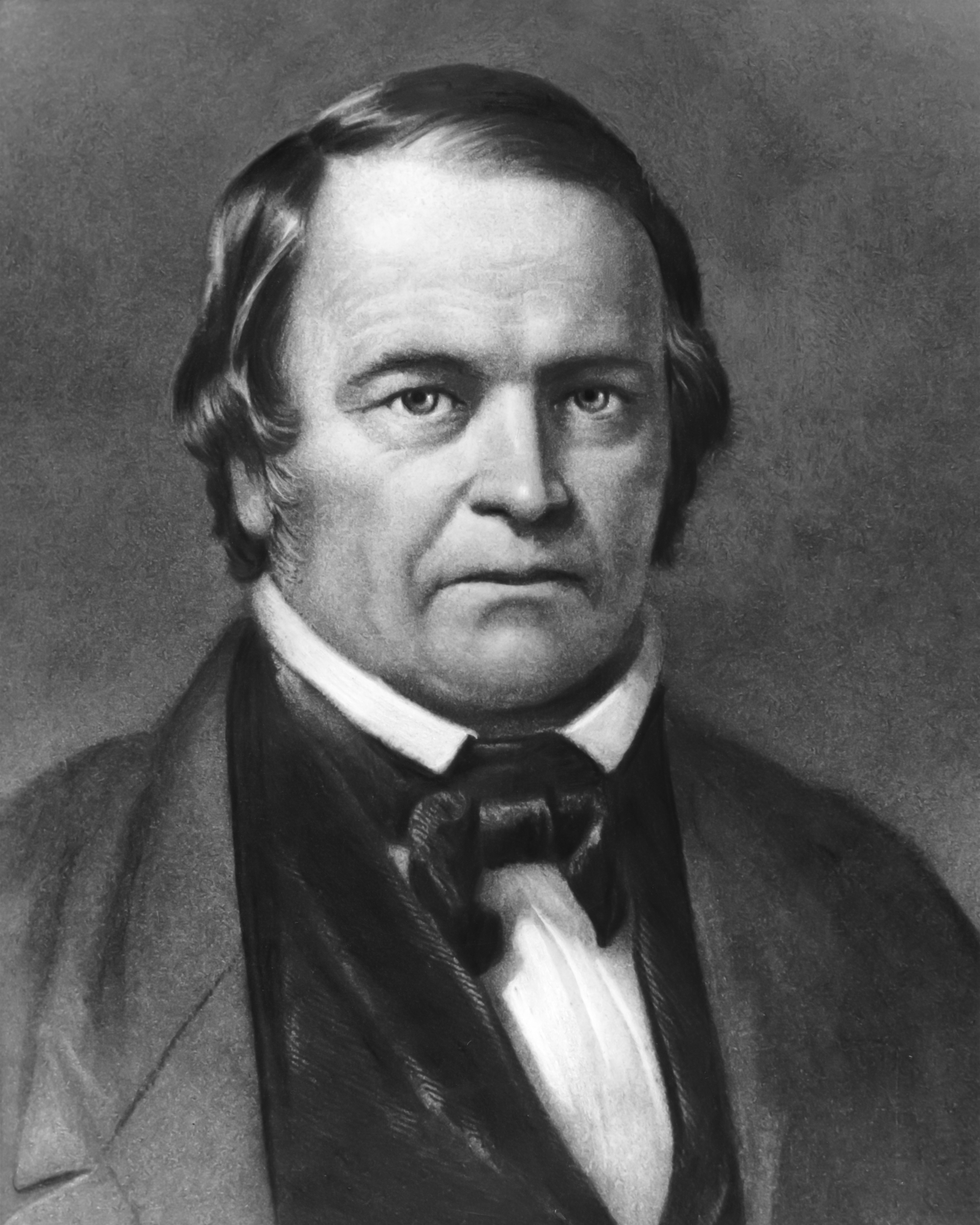
Уильям Миллер

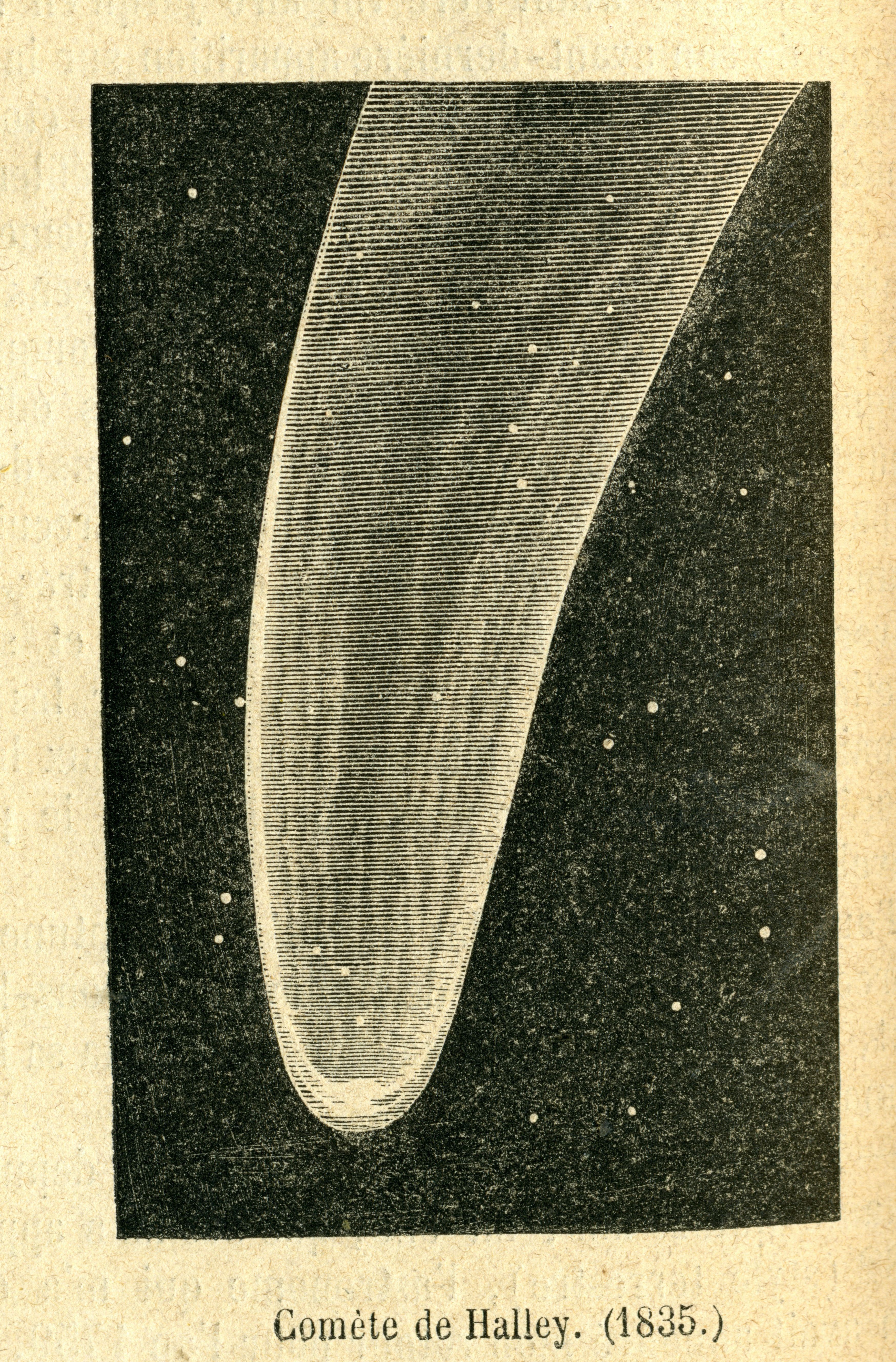
Комета Галлея (1835)
на гравюре 1853 года